# Вернон Ши, Джозеф
Джозеф Вернон Ши (англ. Joseph Vernon Shea, род. 1912 — умер 1981) — американский писатель ужасов, фэнтези, стихов и эссе; корреспондент Лавкрафта, Кларка Эштона Смита и Августа Дерлета.

## Биография
Ши родился в Дейтоне, штат Кентукки, в семье профессионального фокусника. Согласно некрологу, опубликованному в выпуске «Eldritch Tales» Криспина Бернэма за 1981 год, отец Ши был другом таких известных фокусников, как Говард Терстон, Герман Великий, Гарри Гудини и Блэкстоун.
Ши начал писать художественную литературу и стихи примерно в 13 лет. Примерно в то же время его работы появились в журнале «Weird Tales». В 1931 году, в 19 лет, Ши отправил некоторые из своих ранних работ Г. Ф. Лавкрафту. Ши в то время проживал в Питтсбурге, штат Пенсильвания, и, по-видимому, поступил в Питтсбургский университет, но через год был вынужден бросить учебу по финансовым соображениям. Переписка продолжалась в 1931-37 гг. Переписка Лавкрафта теперь полностью опубликована в ред. С. Т. Джоши и Дэвида Шульца (Лавкрафт: Письма Дж. Вернону Ши, Карлу Ф. Штрауху и Ли Макбрайду Уайту. Нью-Йорк: Hippocampus Press, 2016, страницы 15-295).
Позже Ши служил за границей в армейском медицинском корпусе и первоначально был рядовым. После службы в армии он работал металлургом в Кливленде, штат Огайо. В 1960-х годах он подарил, как он считал, все свои письма от Лавкрафта Библиотеке Джона Хэя, однако позже среди его вещей было обнаружено еще десять писем.
На момент своей внезапной смерти в результате несчастного случая он долгое время был членом Ассоциации любительской прессы «Эзотерический Орден Дагона». За последние пять лет своей жизни, начиная с 1977 года, Ши выпустил 20 номеров своего ежеквартального журнала «Outre» для Эзотерического Ордена Дагона, в общей сложности написав 1248 страниц. Это больше страниц, чем кто-либо еще когда-либо вносил в сообществе. Часть его писем была собрана в небольшой брошюре «В поисках Лавкрафта» (Вест Уорвик, Род-Айленд: Necronomicon Press, 1991).
Ши неожиданно умер в начале 1981 года в квартире в Кливленде, где жил один.

### Рассказы
- «The Necronomicon» at the Wayback Machine (archived October 20, 2009). (Written before Lovecraft’s death in 1937; Lovecraft read and annotated the manuscript.)
- «The Old Lady’s Room». August Derleth, ed., Over the Edge. Arkham House, 1964.
- «Five-Year Contract». Magazine of Horror, September 1964.
- «The Flaw». Magazine of Horror, Spring 1967.
- «The Haunter of the Graveyard». August Derleth, ed., Tales of the Cthulhu Mythos. Arkham House, 1969.
- «Icarus Climbs Toward the Sun». The Dark Brotherhood Journal, Number 2, 1972.
- «Dead Giveaway». Outré, 1976. Reprinted in Robert M. Price, ed., The New Lovecraft Circle. Fedogan & Bremer, 1996. ISBN 1-878252-16-X.
- '«The Snouted Thing». 1979. Reprinted in In Search of Lovecraft, 1991. Posthumous collaboration with Lovecraft.
- «Nemo Me Impune Lacessit». Whispers, Number 15-16 (Volume 4, Number 3-4), March 1982.

### Поэмы
- «When Artists Die»
- «Look to the Skies»
- «The Dream-World of H.P. Lovecraft»
- «We tire of tyrants…»
- «A Walk in Providence»
- «H.P.L.'s Gravestone»
- «So Little Time Beneath the Stars»
- «Impermanence»
- «Better Days?»
- «What Good Is a Book?»
- «Roses Blooming in November»
- «Here at Swan Point»
- «Tomorrow»

### Эссе
- «H. P. Lovecraft: The House and the Shadows.» The Magazine of Fantasy and Science Fiction, May 1966. (Memoir of Lovecraft.)
- «H.P.L. and Films». 1972. Reprinted in In Search of Lovecraft, 1991.
- «The Lovecraftian Saga». 1976. Reprinted in In Search of Lovecraft, 1991.
- «H. P. Lovecraft and Samuel Johnson: A Comparison». 1978. Reprinted in In Search of Lovecraft, 1991.
- «The Timeless Lovecraft». 1979. Reprinted in In Search of Lovecraft, 1991.
- «'The Outsider'». 1979. Reprinted in In Search of Lovecraft, 1991.
- «On the Literary Influences Which Shaped Lovecraft’s Works». S.T. Joshi, ed., H. P. Lovecraft: Four Decades of Criticism. Ohio State University Press, 1980. ISBN 0-8214-0577-2, ISBN 978-0-8214-0577-2.
- «An Introduction to the Cthulhu Mythos». Fantasy Empire Presents H. P. Lovecraft. Tampa, Florida: New Media Publishing, 1984.

### Книги
- Strange Desires. Lion Books, 1954. (Edited short-story anthology.)
- Strange Barriers. Lion Books, 1955. Reprinted: Pyramid Books, 1961. (Edited short-story anthology.)
- Otherwise Nice People. This digest-sized collection of five stories was announced in 1976 by small press publisher Stellar Z Publications; however, it was never issued.
- H.P. Lovecraft: The House and the Shadows. West Warwick, Rhode Island: Necronomicon Press, 1982. ASIN B0006YAHLC. (1966 essay in chapbook.)
- In Search Of Lovecraft. West Warwick, Rhode Island: Necronomicon Press, 1991. ISBN 0-940884-39-9, ISBN 978-0-940884-39-7. (Collection of essays, fiction, and poetry, many drawn from Outre magazine) Introduction by Robert Bloch, Afterword by Donald Wandrei.

### Статьи
- Outré. (Science fiction fanzine.)